# Gatow
Gatow je jugozahodni predel Berlina, ki se nahaja zahodno od jezera Havelsee in znotraj četrti Spandau. 31. decembra 2002 je naselje imelo 5.532 prebivalcev.